# Сафоновка (Сумская область)
Сафоновка (укр. Сафонівка) — село,
Сафоновский сельский совет,
Путивльский район,
Сумская область,
Украина.
Код КОАТУУ — 5923883801. Население по переписи 2001 года составляло 188 человек.
Является административным центром Сафоновского сельского совета, в который, кроме того, входят сёла
Зозулино,
Кардаши,
Красное,
Пруды,
Селезневка и
Спадщина.

## Географическое положение
Село Сафоновка находится на правом берегу реки Сейм,
выше по течению на расстоянии в 2 км расположено село Пруды,
ниже по течению на расстоянии в 1,5 км расположено село Красное.
На расстоянии в 1 км расположено село Спадщина.
По селу протекает пересыхающий ручей с запрудой.
Река в этом месте извилистая, образует лиманы, старицы и заболоченные озёра.

## История
- Село Сафоновка известно с XVIII века.

## Экономика
- «Колос», ООО.

## Известные люди
- Скоропадский Пётр Иванович (1834—1885) — полковник в отставке, жил в своём имении в селе Сафоновка, отец Скоропадского Павла Петровича.